# Portioncule
La Portioncule (en italien Porziuncola, de piccola porzione, « petite portion [de terrain] ») est une petite église d'Assise en Ombrie, datant du VIe siècle. C'est la chapelle, lieu réputé d'apparitions des anges, que saint François remet en état en 1209 ; elle a la particularité d'être aujourd'hui entièrement englobée dans la basilique Sainte-Marie-des-Anges, construite entre 1569 et 1679.

## Histoire
La tradition fait remonter sa construction à quelques ermites venus de Palestine. En 576, elle est choisie par Benoît de Nursie pour y établir un monastère et elle dépend encore aujourd'hui du couvent bénédictin du mont Subasio.
D'après les biographes de François d'Assise, c'est la troisième église remise en état par le saint après l'injonction qu'il entendit alors qu'il priait dans la chapelle Saint-Damien : Va e ripara la mia chiesa (« répare mon église »), une invitation qu'il comprit d'abord de manière littérale.
À la Portioncule, saint François comprit qu'il devait vivre « selon le saint Évangile ». Ensuite il envoya ses premiers frères annoncer la paix par le monde.
Le 2 août 1216, en présence de sept évêques ombriens, fut consacré le petit édifice. À cette occasion fut proclamée l'indulgence dite « pardon d'Assise ». Concrètement, François avait obtenu du nouveau pape Honorius III d'accorder l'indulgence à tout pèlerin qui entrerait dans l’église, à condition qu'il se soit repenti de ses péchés, qu'ils se soit confessé et ait obtenu l'absolution, sans aucune contrepartie monétaire. En 2016, le pape François s'est rendu à Assise pour le 800e anniversaire de l'événement.
Dans cette même Portioncule, entre autres, sainte Claire renonça au monde pour adopter un mode de vie religieuse inspiré de celui de saint François, ce qu'elle appelait « embrasser sœur Pauvreté ».
Saint François y vécut sa mort, c'est-à-dire son Transitus (passage, dit Pâque de saint François) le 3 octobre 1226.

De quatre mètres sur sept, l'église conserve sa structure du Trecento en pierres issues du Mont Subasio et sa couverture en marbre blanc et rose.

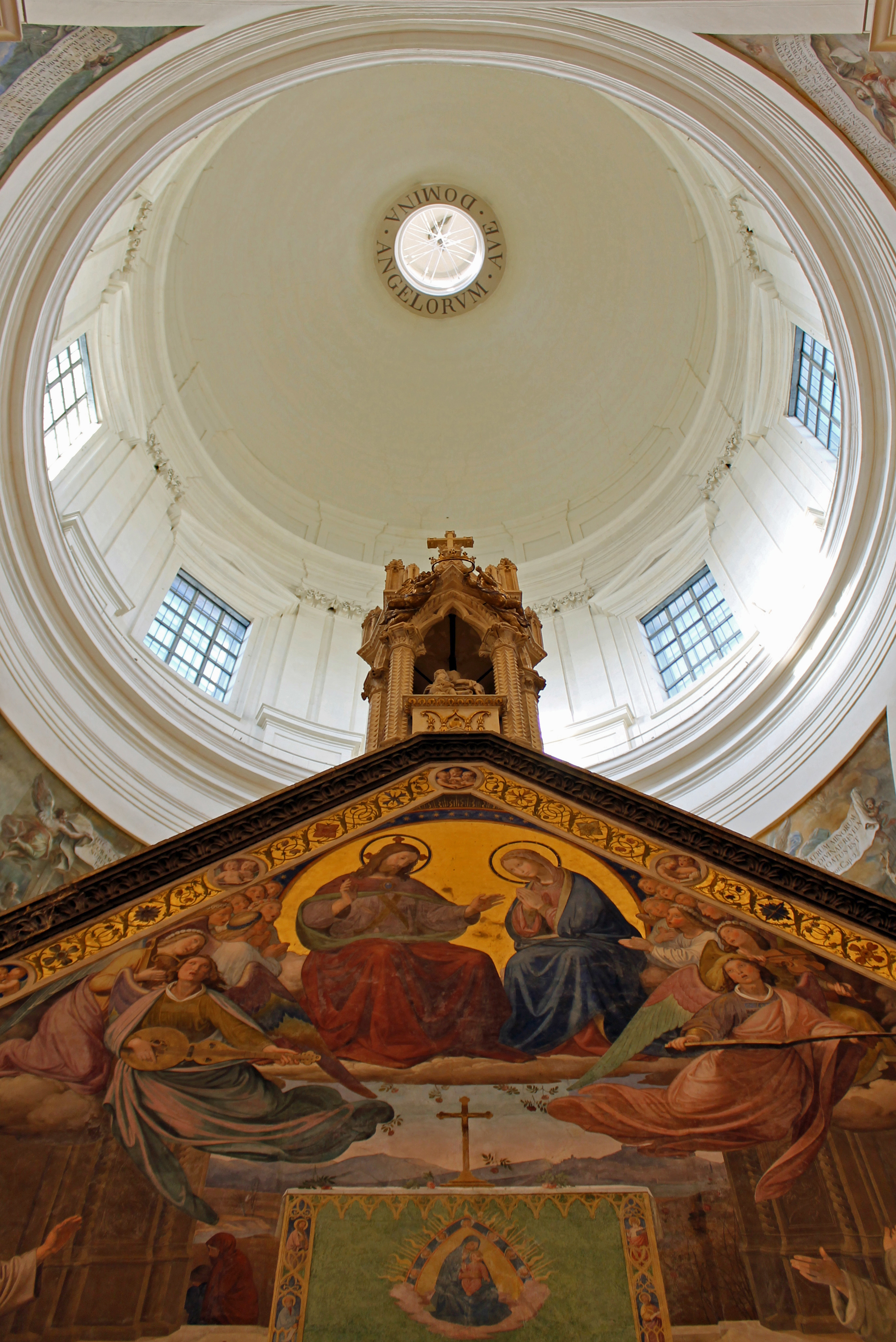
Porzioncula sous la coupole de la Basilique
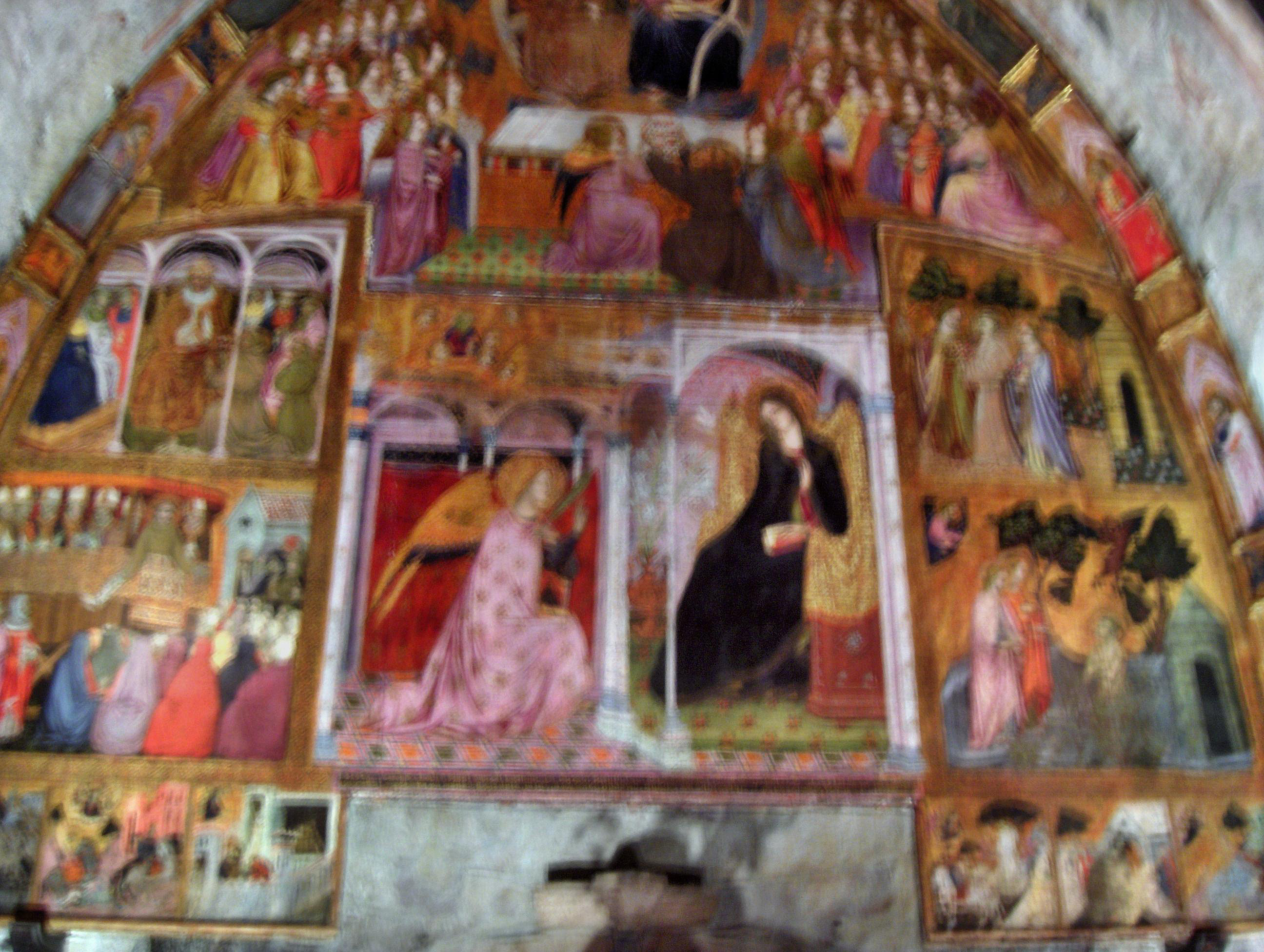
Fresque de l’Autel d’Ilario da Viterbo
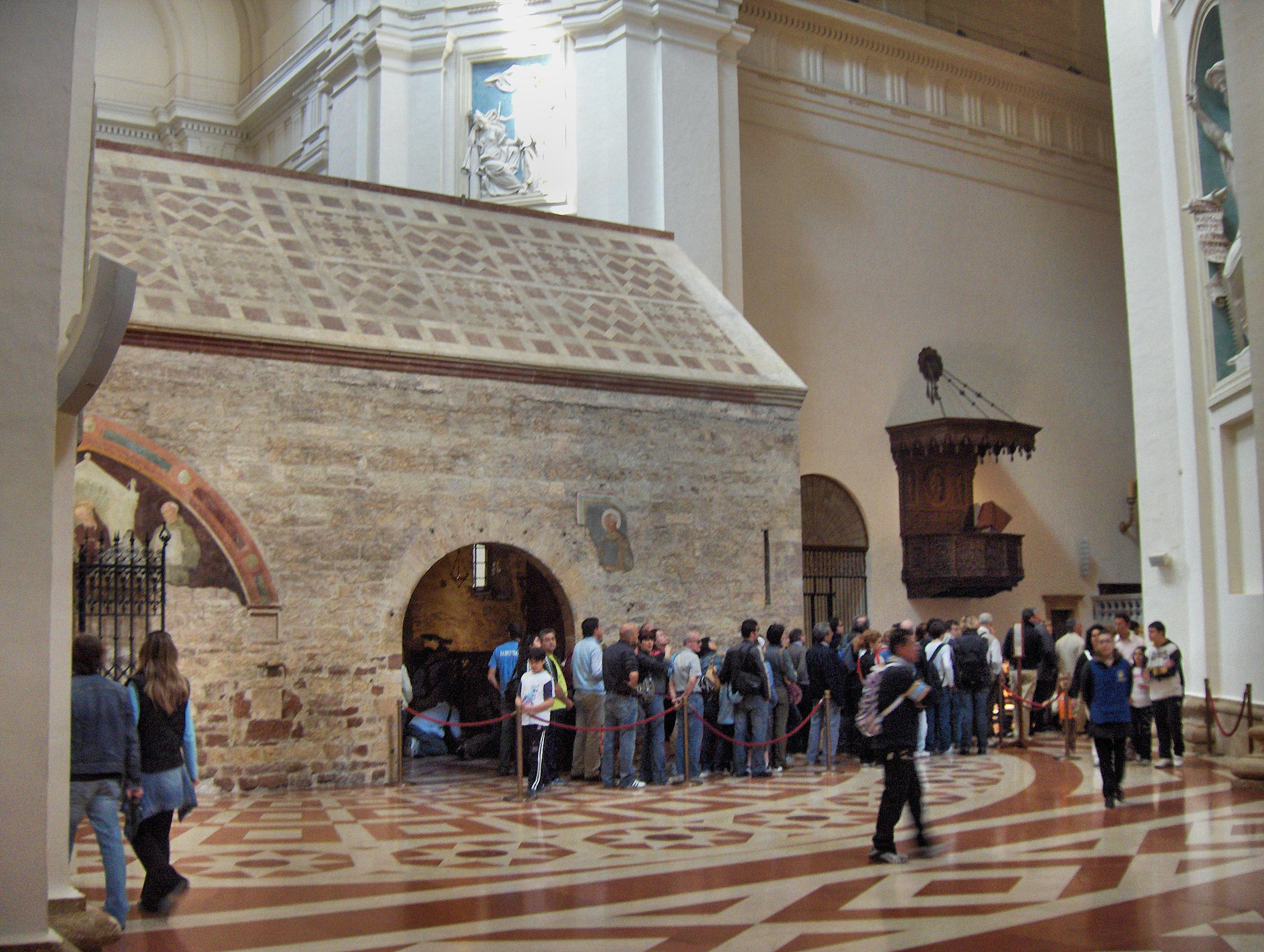
Vue latérale de la Porziuncola
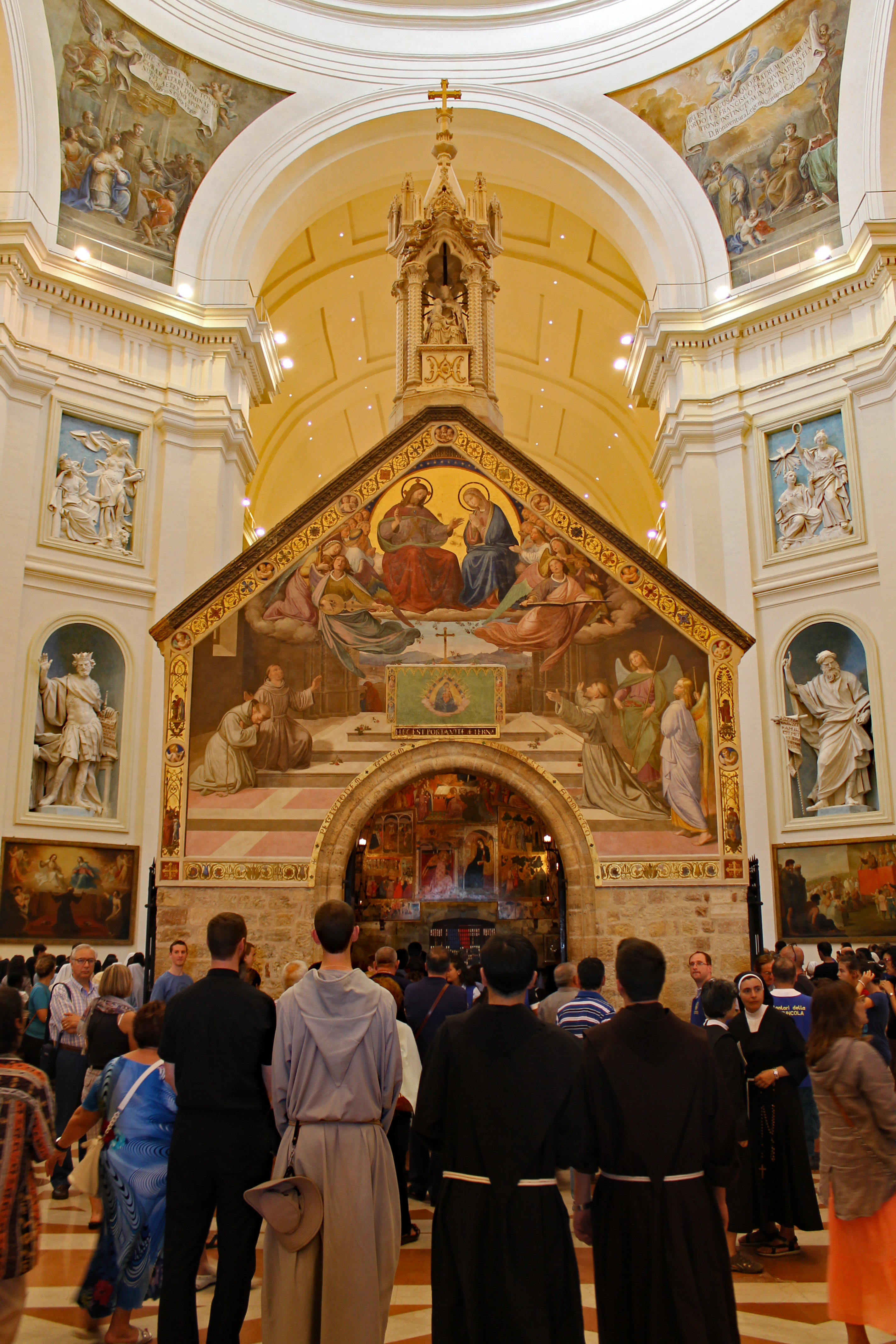
Fidèles fêtant le Pardon devant la Porzioncula

## Œuvres
- Retable polyptyque du prêtre Hilaire de Viterbe (1393).
- Fresque de la façade du peintre nazaréen Johann Friedrich Overbeck (1830), représentant Francesco che chiede a Gesù e a Maria la concessione dell'indulgenza plenaria.
- Lanterne de style gothique avec une statue de la Vierge (Madonna del latte).
- Crocifissione, fresque du Pérugin (1496), sur l'extérieur de l'abside.

## Une réplique aux États-Unis
La ville de San Francisco, en Californie, possède une réplique de la Portioncule construite suivant un projet patronné par les cardinaux William Levada, archevêque des Érémitiques de San Francisco, George Hugh Niederauer, archevêque de San Francisco et Angela Alioto, SFO.